# 曹金
曹金（1518年—1588年），字汝礪，號傅川、少川，河南開封府祥符縣人，匠籍，明朝政治人物。

## 生平
嘉靖二十二年（1543年）癸卯科河南鄉試第一名舉人。嘉靖二十六年（1547年）中式丁未科會試第一百八十八名，登第二甲第五名進士。禮部觀政，授南通州知州，迁山东兖州府同知、山东按察司佥事。迁浙江温處道右参议，倭寇进犯青田，曹金力守孤城，城池得以保全。晋升浙江海道副使，嘉靖三十六年十月，曹金以病濕不習南方水土，總督侍郎胡宗憲為之代請改調，嘉靖皇帝认为曹金借生病躲避困難，下令奪職閒住，升台州府知府譚綸為按察司副使代替他。
隆庆初，诏起补山西按察司副使，二年正月升江西布政使司左参政，七月升陕西按察使，三年正月升陕西右布政使，四年五月升左布政使，五年五月升順天府府尹，十一月升刑部右侍郎，六年三月戶科給事中曹大野弹劾大學士高拱大不忠十事，其一为高拱在皇帝生病期间，与姻家刑部侍郎曹金飲酒作樂，無視皇帝之疾苦。
萬曆即位，隆庆六年七月改任兵部右侍郎兼右僉都御史、巡撫陕西，十二月准曹金养病归乡。万历十六年卒，賜祭葬如例。著有《万历开封府志》、《传川文集》。

## 家族
曾祖曹俊；祖父曹亮；父曹鳳，母劉氏。慈侍下。兄曹镗。子曹世正。